# Comuna Kapusteanî, Nova Ușîțea
Kapusteanî (în ucraineană Капустяни) este o comună în raionul Nova Ușîțea, regiunea Hmelnîțkîi, Ucraina, formată din satele Hlîbociok și Kapusteanî (reședința).

## Demografie
Componența lingvistică a comunei Kapusteanî
     Ucraineană (99,02%)
     Alte limbi (0,98%)
Conform recensământului din 2001, majoritatea populației comunei Kapusteanî era vorbitoare de ucraineană (99,02%), existând în minoritate și vorbitori de alte limbi.